# The Fighting Gringo (film, 1939)
Pour l’article homonyme, voir The Fighting Gringo.
The Fighting Gringo est un western américain réalisé par David Howard, sorti en 1939.

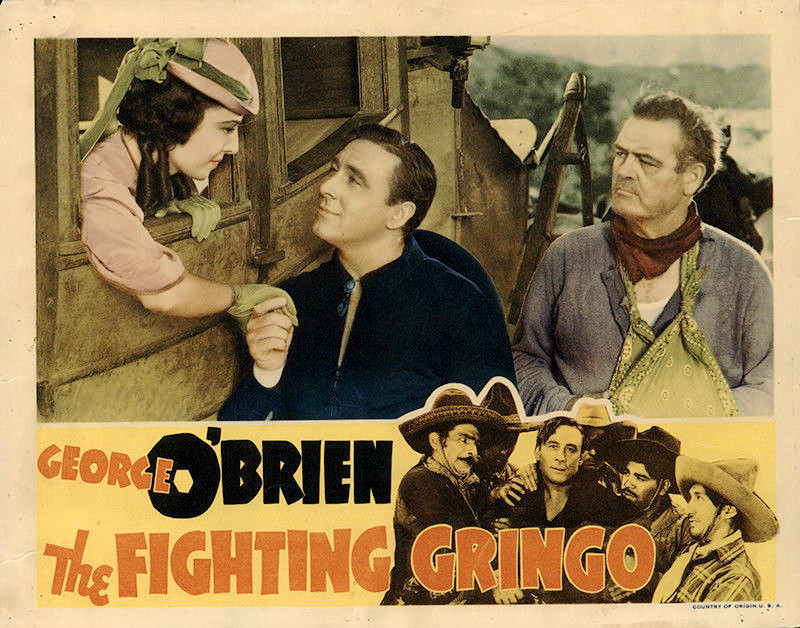
Carte promotionnelle du film.

Une copie du film est conservée à la Bibliothèque du Congrès.

## Synopsis
Wade Barton dirige une bande qui redresse les torts dans le Far West. Il doit découvrir comment l'éleveur avide Ben Wallace accuse son concurrent Don Aliso del Campo de meurtre afin qu'il puisse s'emparer de ses terres. Wade découvre la vérité grâce au complice de Wallace, Rance Potter, et trouve le temps de courtiser la fille de Don Aliso, Anita.

## Fiche technique
- Titre : The Fighting Gringo
- Réalisation : David Howard
- Scénario : Oliver Drake
- Photographie : Harry J. Wild
- Montage : Frederic Knudtson
- Musique : Roy Webb
- Direction artistique : Van Nest Polglase
- Producteur : Bert Gilroy
- Société de production : RKO Pictures
- Société de distribution : RKO Pictures
- Pays de production :  États-Unis
- Langue de tournage : Anglais américain, Espagnol
- Format : Noir et blanc — 35 mm — 1,37:1 — Son : Mono (RCA Victor System)
- Genre : Western[3]
- Durée : 59 minutes
- Date de sortie : 
  - États-Unis : 8 août 1939

## Distribution
- George O'Brien : Wade Barton
- Lupita Tovar : Anita 'Nita' del Campo

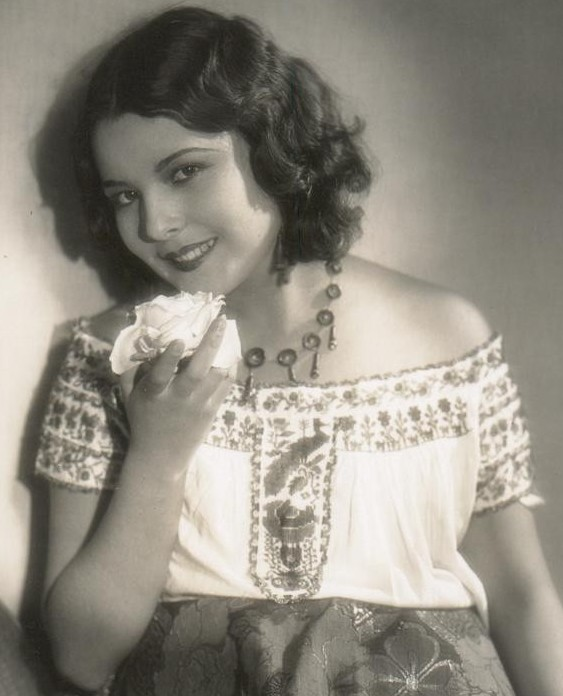
Lupita Tovar dans les années 1930.

- Lucio Villegas : Don Aliso del Campo
- William Royle : Ben Wallace
- Glenn Strange : Rance Potter
- Slim Whitaker : Monty Bates
- LeRoy Mason : John Courtney
- Mary Field : Sandra Courtney
- Martin Garralaga : Pedro, contremaître du ranch
- Dick Botiller : Jose, del Campo Vaquero
- Bill Cody : Sheriff Fred Warren
- Cactus Mack : Utah Jones
- Chris-Pin Martin : Felipe, coiffeur
- Ben Johnson : Mexican barfly (non crédité)
- Sid Jordan : Buck, stage driver (non crédité)
- Forrest Taylor : Foreman of coroner's jury (non crédité)